# Margarita Pisano

Margarita Pisano Fischer (Punta Arenas, 28 de outubro de 1932 -Santiago, 9 de junho de 2015) foi uma arquiteta, escritora, teórica e feminista chilena pertencente ao Movimento Rebelde del Afuera.

## Biografia
Foi uma das fundadoras da La Casa de la Mujer La Morada, Rádio Tierra e do Movimiento Feminista Autónomo, e por esse motivo seu pensamento pode circunscrever-se à denominada corrente autônoma, da qual é considerada uma de suas líderes históricas e uma das mais destacadas expoentes, tal qual Edda Gaviola. Ademais, foi uma das fundadoras do Movimento Feminista de oposição à ditadura de Augusto Pinochet cujo mote foi «Democracia no país, na casa e na cama», frase promovida pela própria Margarita e Julieta Kirkwood.
Junto ao trabalho de Francesca Gargallo, é possível observar em sua obra propostas teóricas associadas ao âmbito dos estudos de gênero mas desde uma ótica feminista afastada da análise política e do ativismo; ademais, é uma das principais críticas do «feminismo patriarcal», dos problemas de autonomia e independência do movimento feminista e da institucionalização do género propugnado pelo feminismo tradicional.
Assim mesmo, foi uma das fundadoras do coletivo Feminista "Cómplices" que surgiu no ano de 1993, formado por Pisano, Edda Gaviola, Sandra Lidid, Ximena Bedregal, Rosa Rojas, Francesca Gargallo e Amalia Fischer; quem demandaram o reconhecimento das diferentes formas de pensar e fazer política que existiam dentro do movimento feminista. Cómplices faz seu aparecimento no ano de 1993 durante o VI Encontro Feminista Latinoamericano e do Caribe em El Salvador, apresentando-se como o descreve Ximena Bedregal, uma das integrantes do coletivo, «uma proposta política e filosófica no Chile e México (…) na confluência de processos diferentes, mas com a ideia central de reconhecer que existem diferentes feminismos, explicitar as diferenças, autodenominarmos e apostar na construção de um espaço feminista a partir da autonomia e da radicalidade, um exercício de instalação de um discurso diferente, feito a partir da diferença política explicitada».

## Obras
- Una historia fuera de la historia. Biografía política de Margarita Pisano (2009), en co-autoría Andrea Franulic Depix
- Julia, quiero que seas feliz[ligação inativa] (2003).
- El triunfo de la masculinidad (2001).
- Feminismos cómplices: gestos para una cultura tendenciosamente diferente (México-Santiago: La Correa Feminista, 1993), en coautoría con Ximena Bedregal, Francesca Gargallo, Amalia Fisher y Edda Gaviola.
- Un cierto desparpajo (Santiago: Eds. Número Crítico, 1996).
- Deseos de cambio, a--el cambio de los deseos? (Santiago: Sandra Lidid., 1995).
- Espiritualidad: una reflexión desde el género (Santiago: La Morada, 1990).
- Feminismo: pasos críticos y deseos de cambio (Santiago: La Morada, 1990).
- Una historia fuera de la historia: biografía política de Margarita Pisano'  (Santiago: Editorial Revolucionarias, 2009
- Julia, quiero que seas feliz (Santiago: Editorial Revolucionarias, 2004, 2012).
- Reflexiones feministas (Santiago: Casa de la Mujer La Morada, 1990).
- El signo de las mujeres en nuestra cultura (Santiago: Casa de la Mujer La Morada, 1990).